# Keon Daniel
Keon Kelly Daniel (* 18. Januar 1987 in Lambeau) ist ein Fußballspieler aus Trinidad und Tobago.

## Spielerkarriere

### Beginn auf Trinidad & Tobago
Daniel besuchte die Signal Hill Secondary School aus seiner Heimatinsel Tobago, später dann die St. Clair Coaching School. Nach einem zweiwöchigen Probetraining bei Manchester United unterzeichnete er bei United Petrotrin und spielte in der TT Pro League.
Nachdem er 2008 ein weiteres Probetraining in England, diesmal bei West Ham United, absolvierte, wechselte er nach seiner Rückkehr zu Caledonia AIA.

### Wechsel in die USA
Im Mai 2010 unterzeichnete er beim Puerto Rico Islanders FC, der in der damaligen USSF D2 Pro League spielte. Für die Mannschaft gab er sein Debüt am 26. Juni 2010.
Vor der Major League Soccer Saison 2011 spielte Daniel bei Philadelphia Union zur Probe vor. Am 18. März 2011 wechselte er nach Philadelphia. Im April 2014 verließ er den US-Verein. Im Mai 2014 unterschrieb er beim polnischen Zweitligisten Miedź Legnica einen Dreijahresvertrag. Die Rückrunde der Saison 2014/15 wurde er an Flota Świnoujście verliehen. Nachdem sein Vertrag 2017 ausgelaufen war, blieb er ein halbes Jahr ohne Verein und schloss sich Anfang 2018 GKS Tychy an.

### Nationalmannschaft
Daniel gab sein Debüt für die Fußballnationalmannschaft von Trinidad und Tobago am 29. Januar 2008 beim Freundschaftsspiel gegen Guyana (Endstand 2:1). Beim CONCACAF Gold Cup 2013 war er Teil des Kaders und der Mittelfeldspieler nahm mehrfach an der Karibikmeisterschaft teil. Bis 2013 absolvierte er insgesamt 59 Länderspiele und erzielte dabei 14 Tore.